# Mads Hedenstad Christiansen
Mads Hedenstad Christiansen (Norvégia, 2000. október 21. –) norvég korosztályos válogatott labdarúgó, a Lillestrøm kapusa.

## Pályafutása

### Klubcsapatokban
Christiansen Norvégiában született. Az ifjúsági pályafutását a Fet csapatában kezdte, majd 2014-ben a Lillestrøm akadémiájánál folytatta.
2018-ban debütált a Lillestrøm másodosztályban szereplő felnőtt csapatában. Először a 2020. július 3-ai, Grorud ellen idegenben 1–0-ra megnyert mérkőzésen lépett pályára. A 2020-as szezonban feljutottak az első osztályba.

### A válogatottban
Christiansen az U17-es, az U18-as, az U19-es és az U21-es korosztályos válogatottakban is képviselte Norvégiát.
2021-ben debütált az U21-es válogatottban. Először a 2021. november 16-ai, Azerbajdzsán ellen 2–1-re megnyert mérkőzésen lépett pályára.

## Statisztikák
2023. március 12. szerint
| Klub       | Szezon   | Osztály     | Bajnokság | Bajnokság | Kupa  | Kupa | Nemzetközi | Nemzetközi | Összesen | Összesen |
| Klub       | Szezon   | Osztály     | Meccs     | Gól       | Meccs | Gól  | Meccs      | Gól        | Meccs    | Gól      |
| ---------- | -------- | ----------- | --------- | --------- | ----- | ---- | ---------- | ---------- | -------- | -------- |
| Lillestrøm | 2020     | OBOS-ligaen | 23        | 0         | 0     | 0    | —          | —          | 23       | 0        |
| Lillestrøm | 2021     | Eliteserien | 24        | 0         | 2     | 0    | —          | —          | 26       | 0        |
| Lillestrøm | 2022     | Eliteserien | 30        | 1         | 0     | 0    | 4          | 0          | 34       | 1        |
| Lillestrøm | 2023     | Eliteserien | 0         | 0         | 1     | 0    | —          | —          | 1        | 0        |
| Összesen   | Összesen | Összesen    | 77        | 1         | 3     | 0    | 4          | 0          | 84       | 1        |

## Sikerei, díjai
Lillestrøm
- OBOS-ligaen
  - Feljutó (1): 2020

- Norvég Kupa
  - Döntős (1): 2022–23